# Febbre miliare
Il termine febbre miliare, o semplicemente miliara, è stato utilizzato nei secoli passati per definire una malattia infettiva che provocava febbre acuta e prolungata, associata a eruzioni cutanee simili alla granella del cereale miglio, da cui miliare, e che poteva portare alla morte.
Con i successivi progressi della medicina, il termine miliare, di derivazione popolare, cadde abbastanza in disuso, soppiantato da altri nomi più specifici delle patologie. Ancora oggi esiste una patologia chiamata tubercolosi miliare.
La diagnosi riportata nel certificato di morte di Wolfgang Amadeus Mozart indicava come causa la febbre miliare.